# Belize (distrikt)
Distriktet Belize (Belize District) är ett av Belizes sex administrativa distrikt.

## Geografi
Belize har en yta på cirka 4 307 km² med cirka 131 363 invånare.
Huvudorten är Belize City som också är landets största stad med cirka 70 000 invånare. Andra orter är Burrel Boom, Hattieville, Caye Caulker, Crooked Tree, Gales Point, Ladyville och San Pedro.
Här finns även lämningar efter Mayastaden Altun Ha.
Öarna Ambergris Caye, Caye Caulker och St. George's Caye ligger också inom distriktet. Cirka 60 km öster om Belize city ligger slukhålet Blå hålet.

## Förvaltning
Distriktets ISO 3166-2-kod är "BZ-BZ".
Belize är underdelad i 13 constituencies (valdistrikt):
Albert, Belize Rural Central, Belize Rural North, Belize Rural South, Caribbean Shores, Collet, Fort George, Freetown, Lake Independence, Mesopotamia, Pickstock, Port Loyola, och Queen's Square.